# Sulfurisphaera
A Sulfurisphaera a Sulfolobaceae család egy neme. Az archeák – ősbaktériumok – egysejtű, sejtmag nélküli prokarióta szervezetek.

## Leírása és jelentősége
Egy fakultatív anaerob, termofil, Gram-negatív szervezet ami savas szolfatára mezőkön fordul elő. 63–92 °C hőmérsékleti tartományban nő, az optimális hőmérséklet 84 °C, és 1.0–5.0 pH tartományban, optimális pH 2.0. Kolóniákat formál amik simák, kereken konvexek, és némileg sárgák.

## Genom szerkezet
Genomjának G + C tartalmát 30–33%-ra becsülik.

## Sejt szerkezet és anyagcsere
A Sulfurisphaera ohwakuensis gömbölyű sejtjei 1.2–1.5 µm átmérőjűek. Vékony szakaszai a szervezetnek felfedtek egy burkolatot (kb. 24 nm) ami körülveszi a sejtmembránt. Organotróf módon nő proteinszerű komplex szuszbtrátokon például élesztőkivonaton, peptonon, és triptonon. A növekedését nem figyelték meg monoszacharidokon vagy aminosavakon például D-glükóz, D-galaktóz, D-fruktóz, D-xilóz, laktóz, maltóz, szacharóz, alanin, glutaminsav, glicin, és hisztidin.

## Ökológia
A Sulfurisphaera ohwakuensis törzseit több helyen izolálták savas meleg forrásokban Japánban.